# Церковь Спаса Нерукотворного Образа (Каблуково)
Церковь Спаса Нерукотворного образа — приходской храм Балашихинской епархии Русской православной церкви в деревне Каблуково Щёлковского района, Московской области построенный в 1785 году. Здание храма является объектом культурного наследия и находится под охраной государства. В настоящее время храм действует, ведутся богослужения.

## История строительства храма
В XV—XVI веках село Каблуково было вотчиной бояр Топорковых, которые на реке Воре содержали близ населённого пункта Ильинский монастырь. Одного из Топорковых, проживавшего в середине XV века, прозвали «клобуком», именно отсюда и пошло название села, которое в XX веке было переиначено в Каблуково.
Духовное окормление прихожан из Каблуково долгое время осуществляли священники Спасской церкви соседнего села Литвиново. Первая деревянная церковь в самом селе была возведена в 1702 году и получила наименование Спасской. Однако через два года храм выгорел полностью, а на его месте построен новый. 28 марта 1710 года был выдан антиминс в Спасскую церковь.
К концу века деревянная церковь обветшала и было принято решено возвести новое здание Спасской церкви. В 1785 году Спасский храм был отстроен, и в этом же году освящён. Храмоздателя А. А. Гончарова, который упокоился 24 января 1784 года поминали все долгие годы существования церкви.
В 1823 году прошение о разрешении перестройки церкви было принято и проведены ремонтные работы. Здание было серьёзно перестроено и улучшено. До 1930-х годов храм работал в таком состоянии. По описи храма от 1924 года, здесь находились церковные реликвии — храмовая икона Спаса Нерукотворенного Образа и редкая Корсунская икона Божией Матери, пропавшая в советское время.
Священник Николай Фивейский, который работал здесь до 1939 года, не раз подвергался уголовному преследованию, но постоянно отстаивал интересы прихожан на пользование церковью. После закрытия храма, церковное строение перешло в райпотребсоюз и стало использоваться под нужды склада. Ко времени возвращения церкви прихожанам от неё остались одни стены.

## Современное состояние
В 1993 году храм возвращён верующим и священник Сергий Дубинин приступил к работе. В старом здании церковно-приходской школы была оборудована молельная комната, а саму церковь начали восстановливать.
1 июня 1995 года была отслужена первая литургия, а 21 июля был проведён первый молебен в стенах самой Спасской церкви, которую уже отчистили от мусора.
2 августа 2000 года был заложен фундамент деревянного храма во имя святого Ильи Пророка. 10 ноября 2002 года совершён чин освящения благочинным церквей Щелковского округа протоиереем Сергием Решетняком.
Храмовая икона Спаса Нерукотворного образа, переданная в 1939 году в Никольскую церковь села Гребнево, вернулась в родную церковь 23 ноября 2002 года, преодолев 10 километров крестного хода. 15 февраля 2005 года проведены работы по установки семи колоколов. Недалеко от церкви была благоустроена надкладезная часовня в честь иконы Божией Матери «Неупиваемая Чаша». Там разместили две иконы Пресвятой Богородицы — «Неупиваемая чаша» и «Живоносный источник».
Спасский храм является памятником архитектуры регионального значения на основании постановления Правительства Московской области «Об утверждении списка памятников истории и культуры» № 84/9 от 15.03.2002 года.